# Старбрик (Пенсільванія)
Старбрик (англ. Starbrick) — переписна місцевість (CDP) в США, в окрузі Воррен штату Пенсільванія. Населення — 462 особи (2020).

## Географія
Старбрик розташований за координатами 41°50′29″ пн. ш. 79°12′46″ зх. д. / 41.84139° пн. ш. 79.21278° зх. д. (41.841465, -79.212822).  За даними Бюро перепису населення США в 2010 році переписна місцевість мала площу 3,37 км², з яких 3,07 км² — суходіл та 0,30 км² — водойми.

## Демографія
Згідно з переписом 2010 року, у переписній місцевості мешкали 522 особи в 253 домогосподарствах у складі 133 родин. Густота населення становила 155 осіб/км².  Було 285 помешкань (85/км²).
Расовий склад населення:
| - 96,7 % — білих - 0,4 % — чорних або афроамериканців |

До двох чи більше рас належало 2,9 %. Частка іспаномовних становила 0,4 % від усіх жителів.
За віковим діапазоном населення розподілялося таким чином: 17,4 % — особи молодші 18 років, 62,5 % — особи у віці 18—64 років, 20,1 % — особи у віці 65 років та старші. Медіана віку мешканця становила 44,8 року. На 100 осіб жіночої статі у переписній місцевості припадало 92,6 чоловіків;  на 100 жінок у віці від 18 років та старших — 92,4 чоловіків також старших 18 років.
Середній дохід на одне домашнє господарство  становив 40 783 долари США (медіана — 30 994), а середній дохід на одну сім'ю — 48 264 долари (медіана — 41 000). За межею бідності перебувало 13,3 % осіб, у тому числі 64,6 % дітей у віці до 18 років та 0,0 % осіб у віці 65 років та старших.
Цивільне працевлаштоване населення становило 262 особи. Основні галузі зайнятості: виробництво — 27,9 %, роздрібна торгівля — 22,9 %, мистецтво, розваги та відпочинок — 18,7 %.